# È il giorno di San Valentino, Charlie Brown!
È il giorno di San Valentino, Charlie Brown! (Be My Valentine, Charlie Brown) è uno speciale televisivo di San Valentino animato del 1975, diretto da Phil Roman. È il tredicesimo speciale basato sui Peanuts di Charles M. Schulz. 
Il film è andato in onda per la prima volta negli Stati Uniti su CBS il 28 gennaio 1975, e nello stesso anno ha ricevuto una nomination per un Premio Emmy. In Italia è stato distribuito in home video e in streaming su Apple TV+ con il titolo Sii il mio Valentino, Charlie Brown.

## Trama
Charlie Brown spera di ricevere almeno un biglietto di auguri per San Valentino, mentre Linus vuole regalare alla sua insegnante Miss Othmar una grande scatola di caramelle a forma di cuore. A scuola si tiene la distribuzione dei biglietti di auguri e Charlie Brown si porta dietro una valigia in caso ne riceva troppi. Tutti ricevono cartoline e caramelle a forma di cuore, mentre Charlie Brown non ottiene nulla, a parte una caramella a forma di cuore con scritto "scordatelo ragazzino". Linus, deluso per non essere riuscito a dare il suo regalo a Miss Othmar, che se n'è andata con il suo ragazzo, lancia le caramelle nel fiume, che vengono mangiate da Snoopy e Woodstock.
Il giorno seguente, le ragazze si sentono in colpa per non aver dato nessun biglietto a Charlie Brown e decidono di regalargliene uno di Violet, da cui lei ha cancellato il suo nome. Le ragazze vengono rimproverate da Schroeder per la loro ipocrisia ma Charlie Brown accetta il biglietto lo stesso. Più tardi dice a Linus di essere dispiaciuto per aver deluso Schroeder, che lo aveva difeso, ma confida che grazie a quell'avvenimento l'anno prossimo riceverà più biglietti. Linus lo avverte di non essere troppo ottimista.

## Distribuzione

### Edizione italiana
In Italia lo speciale è stato trasmesso l'8 febbraio 1977 sulla Rete 2 Rai, con doppiaggio a cura della Coop. Sincrovox. In seguito è stato trasmesso con un nuovo doppiaggio su Junior TV, come episodio della serie The Charlie Brown and Snoopy Show. Nel 2021 è stato distribuito in streaming su Apple TV+ con un terzo doppiaggio, eseguito da Dubbing Brothers Int. Italia e diretto da Novella Marcucci.

### Doppiaggio
| Personaggio    | Doppiatore originale | Doppiatore italiano (1977) | Doppiatore italiano (anni 90) | Doppiatore italiano (2021) |
| -------------- | -------------------- | -------------------------- | ----------------------------- | -------------------------- |
| Charlie Brown  | Duncan Watson        | Fabio Boccanera            | Martino Consoli               | Arturo Sorino              |
| Snoopy         | Bill Melendez        | Bill Melendez              | Bill Melendez                 | Bill Melendez              |
| Woodstock      | Bill Melendez        | Bill Melendez              | Bill Melendez                 | Bill Melendez              |
| Linus Van Pelt | Stephen Shea         | Laura Boccanera            | Renata Bertolas               | Leonardo Cococcia          |
| Lucy Van Pelt  | Melanie Kohn         | Rosalinda Galli            | Renata Bertolas               | Sara Labidi                |
| Sally Brown    | Lynn Mortensen       | Emanuela Rossi             | Angiolina Gobbi               | Matilde Ferraro            |
| Schroeder      | Greg Felton          | Annarosa Garatti           | Guido Bettali                 | Vittorio Thermes           |
| Frieda         | Linda Ercoli         |                            |                               | Alice Pantile              |
| Violet         | Linda Ercoli         | Monica Gravina             | Lella Carcereri               | Carolina Gusev             |

### Edizioni home video
In Italia il film, è stato distribuito con il secondo doppiaggio da Hobby & Work in VHS e DVD e da Warner Home Video in DVD.

## Accoglienza
Lo speciale si piazzò nella top 20 degli ascolti televisivi durante la sua prima messa in onda nel 1975. In seguito al suo successo, continuò a essere trasmesso su CBS fino al 2000, e dal 2001 al 2020 su ABC, per poi passare su Apple TV+ dal 2021.
Similmente a quanto accaduto per Aspettando il Grande Cocomero, quando il film fu trasmesso nel 1975 molti bambini spedirono a Schulz biglietti di San Valentino per Charlie Brown.

## Riconoscimenti
1975 – Daytime Emmy Awards
- Nomination Outstanding Individual Achievement Children's Programming a Charles M. Schulz

1975 – Primetime Emmy Awards
- Nomination Outstanding Children's Special a Lee Mendelson e Bill Melendez